# Bouwens

Familiewapen van Bouwens

Bouwens is een Nederlands geslacht, waarvan leden sinds 1831 behoorden tot de Nederlandse adel en dat in 1900 uitstierf.

## Geschiedenis
De stamreeks begint met Reinier Bouwens, zijdehandelaar, die na augustus 1618 overleed.
Bij KB van 24 november 1816 werd Gijsbert Leonard Constantijn Bouwens van der Boyen verheven in de Nederlandse adel; dit besluit bleef zonder gevolg omdat het verviel wegens niet lichten. Bij KB werd Pieter Bouwens, heer van Horssen (1775-1843), een verwant van de eerdergenoemde, verheven in de Nederlandse adel. Met een kleinzoon van hem stierf het adellijke geslacht in 1900 uit.